# Čisto prava mamica
Čisto prava mamica je druga slikanica iz zbirke Cunjasta dvojčka, ki jo je napisala Tatjana Pregl Kobe. Prvič je izšla leta 2008 v Ljubljani pri založbi Edina. Ilustrirala jo je Marija Prelog.

## Kratek povzetek
Deklica Sanja in njena cunjasta dvojčka Nina in Mihec so slišali kako se drugi otroci igrajo na dvorišču, ker je bilo zunaj lepo vreme. Dvojček Mihec je predlagal, da grejo tudi oni ven, vendar Sanja ni bila prepričana, saj staršev še ni bilo domov. Na koncu jo cunjasta dvojčka le prepričata, da se odpravijo ven in obljubita, da jo bosta ubogala. Toda že naslednji trenutek, se Mihec zapodi v lužo, Nina pa za njim. Sanja je bila jezna na njiju, saj sta bila že takoj umazana, zato je rekla, da grejo na sprehod. Toda Mihcu in Nini to ni bilo všeč, zato sta se naprej igrala. Sanja ju je jezno prijela za ušesa in odpeljala nazaj v sobo, bila je huda kot prave mamice. Za kazen sta Mihec in Nina morala ostati doma, čeprav je zunaj sijalo sonce.

## Analiza
Čisto prava mamica (2008) je kratka sodobna otroška pravljica, ki je izšla kot slikanica. Zgodba se dogaja nekega sončnega dopoldneva, zunaj na dvorišču pred hišo kjer živi Sanja. V zgodbi sta cunjasta dvojčka Mihec in Nina predstavljena kot majhna otroka, deklica Sanja pa kot njuna mati. Čeprav je Sanja še deklica prevzame to vlogo. V knjigi ni točno napisano koliko je Sanja stara, toda sklepamo, da hodi v nižji razred osnovne šole. Ko jo cunjasta dvojčka ne ubogata in nadaljujeta z igro, jima Sanja reče, da jo morata ubogati, saj je mamice potrebno vedno ubogati. Ker je ne ubogata, sledi kazen. Sanja se je tako poistovetila s svojo materjo in od nje prevzela tudi vzgojne ukrepe. V tej zgodbi tako lahko vidimo, da otroci nezavedno gledajo in poslušajo starejše ter se od njih učijo ter jih posnemajo. Takšno igro, v kateri si otroci določijo različne vloge, imenujemo simbolna igra.